# Conrad Haugsted
Conrad Haugsted, né le 13 janvier 2005 à Copenhague, est un coureur cycliste danois. Il est membre de l'équipe ColoQuick.

## Biographie
Conrad Haugsted est formé au sein de l'Amager Cykle Ring, un club basé à Kastrup. Il pratique le cyclisme depuis l'âge de huit ans. Actif sur route, il participe aussi à des compétitions sur piste,. Son palmarès comprend de nombreux titres de champion du Danemark. 
Chez les juniors, il se classe troisième de la poursuite par équipes aux championnats d'Europe sur piste en 2023, avec la délégation danoise. La même année, il s'adjuge une médaille de bronze aux championnats du monde, dans la discipline du scratch. Sur route, il termine deuxième d'une étape du Ster van Zuid-Limburg. Il obtient par ailleurs une victoire et diverses places d'honneur dans des compétitions nationales. 
En 2024, il intègre la formation continentale ColoQuick. Toujours sélectionné en équipe nationale, il se distingue en devenant champion d'Europe de la course aux points, dans la catégorie des espoirs. Il est également sacré champion du Danemark de l'omnium parmi les élites. Sur route, il s'impose sur l'édition 2025 d'Eschborn-Francfort U23, une épreuve d'envergure internationale.

## Palmarès sur piste

### Championnats du monde
| Édition / Épreuve   | Scratch |
| Cali 2023 (juniors) | Bronze  |

### Championnats d'Europe
| Édition / Épreuve      | Poursuite par équipes | Course aux points |
| Anadia 2023 (juniors)  | Bronze                |                   |
| Cottbus 2024 (espoirs) |                       | Or                |

### Championnats nationaux
- 2021
  -  Champion du Danemark du kilomètre juniors
  - 3e du championnat du Danemark de l'américaine
- 2022
  - 2e du championnat du Danemark de l'américaine juniors
  - 3e du championnat du Danemark de poursuite juniors
  - 3e du championnat du Danemark de l'omnium juniors
  - 3e du championnat du Danemark de l'américaine
  - 3e du championnat du Danemark de l'omnium
- 2024
  -  Champion du Danemark de l'omnium
  - 2e du championnat du Danemark de l'américaine
  - 3e du championnat du Danemark de poursuite

## Palmarès sur route

### Par année
- 2023
  - Slagelseløbet Juniors
- 2025
  - Eschborn-Francfort espoirs
  - Hobro Løbet
  - 1re étape du Holstebro Tours
  - 3e du Holstebro Tours

### Classements mondiaux
| Année                                 | 2024  |
| ------------------------------------- | ----- |
| Classement mondial                    | 2693e |
| UCI Europe Tour                       | 1576e |
|                                       |       |
| Légende : nc = non classéSource : UCI |       |